# 연애 (드라마)
《연애》는 KBS2에서 2005년 8월 27일에 방영한 드라마시티이다.

## 줄거리
진구는 가난하고 사교성 없으며 순진한 고시준비생인데, 친구 결혼식에 참석하고 오랜만에 만난 친구들이 뒤풀이로 한잔하자며 단란주점에 가게 된다. 진구는 그 곳에서 만난 당당하며 도발적인 혜지의 행동에 묘한 매력을 느끼며 혜지를 좋아하게 된다. 밝고 명랑하며 당돌한 혜지 또한 자신에게 진심으로 대해주는 진구가 싫지 않다. 그러나 두 사람의 연애에 대한 주변의 시선은 차갑기만 하고, 두 사람은 헤어지게 된다.

## 등장 인물

### 주요 인물
- 이선균 : 김진구 역
- 오유진 : 이혜지 역

### 그 외 인물
- 이정훈 : 철주 역
- 서문경 : 진웅 역
- 이정한 : 재서 역
- 한경선 : 마담 역
- 맹봉학 : 축구장 사내 역
- 최성웅 : 세탁소 주인 역
- 이철민 : 출판사 직원 역
- 하덕성 : 통신사 직원 역

## 같이 보기
- 거미여인의 사랑법